# Маријета (Џорџија)
Маријета (енгл. Marietta) град је у америчкој савезној држави Џорџија. По попису становништва из 2010. у њему је живело 56.579 становника.

## Демографија
Према попису становништва из 2010. у граду је живело 56.579 становника, што је 2.169 (3,7%) становника мање него 2000. године.
| Група             | 2000.          | 2010.          |
| Белци             | 28.544 (48,6%) | 24.242 (42,8%) |
| Афроамериканци    | 17.330 (29,5%) | 17.804 (31,5%) |
| Азијати           | 1.744 (3,0%)   | 1.671 (3,0%)   |
| Хиспаноамериканци | 9.947 (16,9%)  | 11.633 (20,6%) |
| Укупно            | 58.748         | 56.579         |